# Abu l-'Ala al-Wathiq bi-llah Idris
Abū l-ʿAlā al-Wāthiq bi-llāh Idrīs b. Muḥammad, detto anche Abū Dabbūs (in arabo أبو العلا أبو الدبوس الواثق بالله إدريس بن محمد ‎?; ... – 1269), è stato un califfo berbero almohade, regnò su Marrakesh dal 1266 alla sua morte.
Marrakesh venne assediata per la prima volta dal sultano merinide Abū Yūsuf Yaʿqūb b. ʿAbd al-Ḥaqq nel 1266, l'assedio fallì. Idrīs colse l'occasione della situazione confusa per spodestare il cugino Abu Hafs Omar al-Murtada con il sostegno di Abū Yūsuf, proclamandosi califfo almohade, anche se il suo potere effettivo era a malapena esteso al di fuori di Marrakesh. Tuttavia, dopo che Idrīs si rifiutò di riconoscere la sovranità merinide, Abū Yūsuf assediò nuovamente la città, che cadde nel settembre 1269.

Idris fu assassinato da uno schiavo.

La morte di Idrīs segnò la fine del Sultanato/califfato almohade.